# Lira Scherpenzeel Prijs
De Lira Scherpenzeel Prijs is een Nederlandse persprijs voor grensverleggende buitenlandjournalistiek die het belang wil onderstrepen van goede berichtgeving over het buitenland. De prijs, een samenvoeging van de Lira Correspondentenprijs (2013-2015) en de Dick Scherpenzeelprijs (1975-2013), werd in 2016 uitgereikt door belangenorganisatie Stichting Lira, het Fonds Bijzondere Journalistieke Projecten en mondiaal magazine Vice Versa.

## Lira Scherpenzeel Prijs
- 2017 - niet uitgereikt
- 2016 - Sanne Terlingen met multimediale stukken voor One World en Argos Radio over de dood van Kahsay Mekonen en de lange arm van het Eritrese regime. Aanmoedigingsprijs voor Sarah Venema (1989) met stukken over de vluchtelingencrisis in o.a. Griekenland en Italië voor de Volkskrant.[2]

## Lira Correspondentenprijs
Prijs voor de beste freelance buitenlandcorrespondent.
- 2015 - Remco Andersen, correspondent vanuit Beiroet voor de Volkskrant, Elsevier en De Morgen.
- 2014 - Koert Lindijer, correspondent in Oost-Afrika voor NRC Handelsblad en NOS-Radio 1.
- 2013 - Bram Vermeulen, correspondent in Turkije voor onder andere NRC Handelsblad, het NOS Journaal en de VPRO.

## Dick Scherpenzeel Prijs

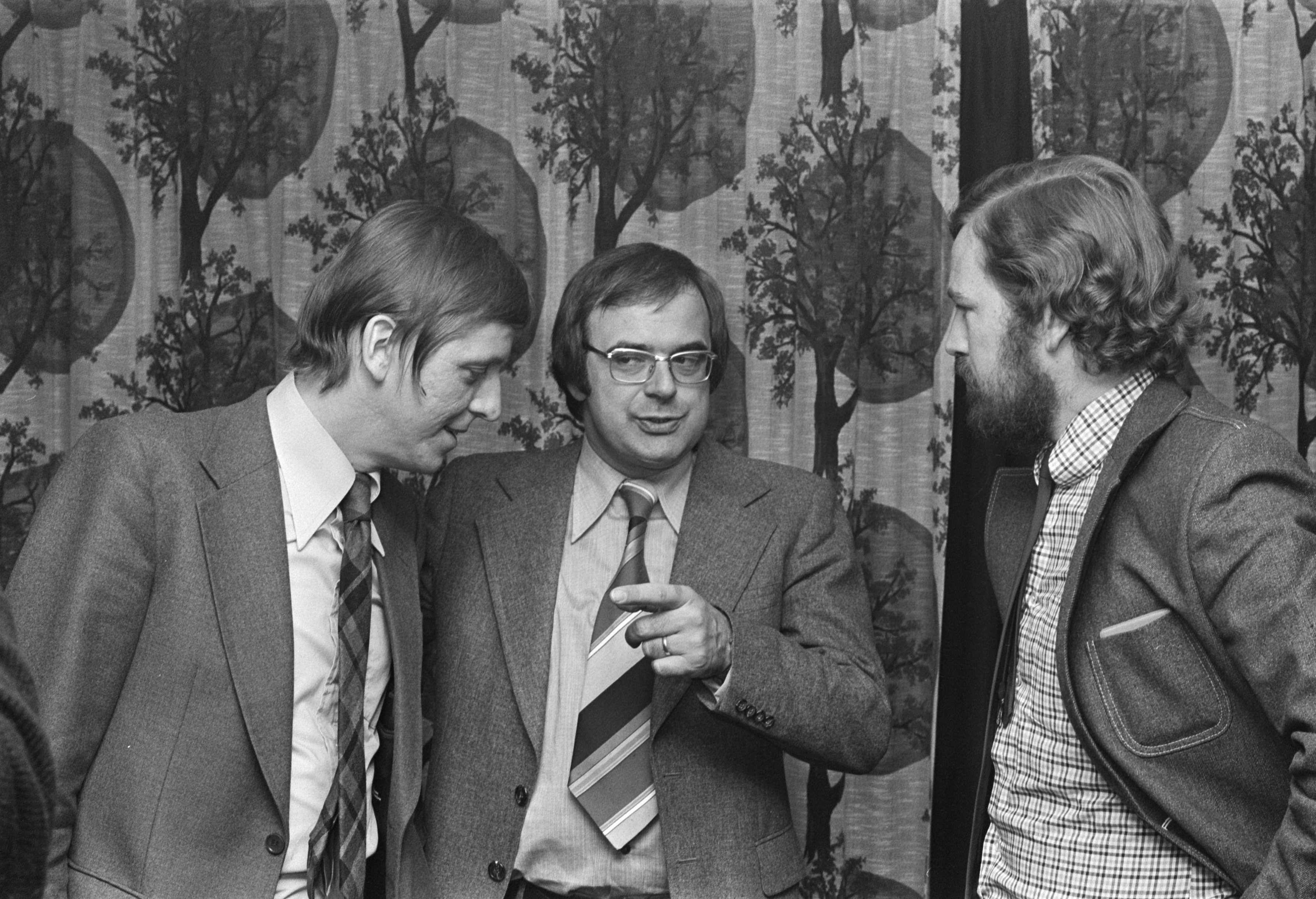
Uitreiking Scherpenzeelprijs 1975 door Jan Pronk, minister voor ontwikkelingssamenwerking (midden), aan Harry Lockefeer (links) en Jan van der Putten (rechts)

Deze prijs (1975-2012) werd uitgereikt door de Dick Scherpenzeel Stichting aan journalisten die op een bijzondere manier de situatie in ontwikkelingslanden belichten. De persprijs was genoemd naar Dick Scherpenzeel (1923-1973), een pionier binnen de Nederlandse journalistiek op het gebied van ontwikkelingsvraagstukken. Aanvankelijk werd jaarlijks een persprijs en een fotoprijs uitgereikt, van ieder 5.000 euro. Vanaf 2007 gaat er een prijs van 10.000 euro naar de winnaar en een aanmoedigingsprijs van 1.000 euro naar een veelbelovend jong talent (25 jaar of jonger). In 2013 is de prijs voor het laatst uitgereikt en in 2016 is ze samengevoegd met de Lira Correspondentenprijs tot de Lira Scherpenzeel Prijs.
- 2012 - Bram Vermeulen voor zijn vierdelige documentairereeks Langs de grenzen van Turkije,[4] die hij met Doke Romeijn en Stefanie de Brouwer maakte voor de VPRO. Aanmoedigingsprijs voor Monique Samuel met het boek Mozaïek van de revolutie.
- 2011 - Sunny Bergman voor haar vierdelige documentairereeks Sunny Side of Sex.[5] Aanmoedigingsprijs voor Lisa de Bode met het boek De stille revolutie.
- 2010 - Joeri Boom voor zijn boek Als een nacht met duizend sterren.[6] Aanmoedigingsprijs voor Ana van Es voor haar artikel waarin ze misstanden en uitbuiting van arbeiders in India aan de kaak stelde.
- 2009 - Ilse en Femke van Velzen met hun documentaire Weapon of War.[7] Geen aanmoedigingsprijs wegens te weinig inzendingen.
- 2008 - Tjitske Lingsma voor haar boek Het verdriet van Ambon - Een geschiedenis van de Molukken.[8] Aanmoedigingsprijs voor Cas van Kleef met zijn boek Cas redt de wereld.
- 2007 - Jacqueline Maris voor haar radioreportage Cry Liberia.[9] Aanmoedigingsprijs voor Marten Blankesteijn en Geert Jan Hahn van het dagblad De Pers voor hun artikelen Jonge honden in Oeganda, Tanzania en Zimbabwe.
- 2006 - Joris Luyendijk voor zijn boek Het zijn net mensen. Fotoprijs voor Sven Torfinn met de serie De presidentskandidaat.
- 2005 - Dick Wittenberg voor zijn artikel Het gezicht van de armoede in NRC-M. Fotoprijs voor Jan Banning met de reportage het gezicht van de armoede in NRC-M.
- 2004 - Raoul de Jong met het boek Stinknegers.[10] Fotoprijs voor Kadir van Lohuizen met de serie over de diamantenindustrie in Afrika.
- 2003 - Patrick Lodiers met de documentaire Undergroundworld According to BNN: Nairobi. Fotoprijs voor Pep Bonet met de serie Aids in Ethiopië.
- 2002 - Jos Kool voor zijn artikel Schulden, Drank en Cyclonen in het nieuwsblad Het Kontakt. Fotoprijs voor Jan Banning met de serie Het Bureau uit Mozambique, gepubliceerd in Internationale Samenwerking van de NCDO.
- 2001 - Roel van Broekhoven (De Nieuwe Wereld/VPRO) voor zijn documentaire Even India bellen. Fotoprijs voor Ad van Denderen met de serie over illegale landingen van vluchtelingen op het strand van Zuid-Spanje, gepubliceerd in Vrij Nederland.
- 2000 - De Nieuwe Wereld-vierluik (VPRO) over globalisering, uitgezonden in november- december 2000. Fotoprijs voor Kadir van Lohuizen voor de reportage over de diamantwinning in Sierra Leone, gemaakt in mei 2000 en gepubliceerd in Volkskrant Magazine.
- 1999 - De Groene Amsterdammer
- 1998 - Rob Hof
- 1997 - Marc Broere en Roy van der Drift
- 1996 - Koert Lindijer
- 1995 - Redactie NL-Buitenland (VPRO)
- 1994 - Jeroen Akkermans
- 1993 - Els de Temmerman
- 1992 - Michael Stein (NRC)
- 1991 - Jan Kees van der Werk
- 1982-1990 - Geen prijzen uitgereikt
- 1981 - Radioprogramma's Kleur en Een andere wereld op zondagmorgen IKON (geweigerd)
- 1980 - Derde Sprekersserie (NOVIB)
- 1979 - Nico Kussendrager (Trouw)
- 1978 - Joris Ivens
- 1977 - Sietse Bosgra
- 1976 - Redactie Kenmerk (IKON)
- 1975 - Harry Lockefeer en Jan van der Putten (de Volkskrant)